# Oropolí
Oropolí – gmina (municipio) w południowym Hondurasie, w departamencie El Paraíso. W 2010 roku zamieszkana była przez ok. 5,9 tys. mieszkańców. Siedzibą administracyjną jest miejscowość Oropolí.

## Położenie
Gmina położona jest w południowo-zachodniej części departamentu. Graniczy z 5 gminami:
- Yuscarán od północy,
- Alauca od wschodu,
- San Antonio de Flores i San Lucas od południa,
- Guinope od zachodu.

## Miejscowości
Według Narodowego Instytutu Statystycznego Hondurasu na terenie gminy położone były następujące wsie:
- Oropolí
- Chaguite Grande
- El Barro
- El Corralito
- El Deshecho
- El Jícaro
- La Mesa
- Las Casitas
- Las Crucitas
- Orealí
- Samayare

## Demografia
Według danych honduraskiego Narodowego Instytutu Statystycznego na rok 2010 struktura wiekowa i płciowa ludności w gminie przedstawiała się następująco:
| Wiek      | 0–3 | 4–6 | 7–12 | 13–17 | 18–24 | 25–64 | 65+ | razem |
| Oropolí   | 571 | 463 | 899  | 688   | 757   | 2 211 | 357 | 5 946 |
| Mężczyźni | 285 | 229 | 451  | 362   | 395   | 1 092 | 181 | 2 995 |
| Kobiety   | 286 | 235 | 448  | 326   | 362   | 1 119 | 176 | 2 951 |